# مارينوس الثاني
البابا مارينوس الثاني (/məˈraɪnəs/ ؛ أو مارتن الثالث، توفي 946) ، كان البابا من 30 تشرين الأول / أكتوبر 942 إلى وفاته في 946.

## البابوية
ولد في روما قبل أن يصبح البابا كان يتبع كنيسة القديس سيرياكوس في حمامات دقلديانوس. وقيل إنه قابل القديس أولريش خلال زيارته إلى روما في عام 909 الذي تنباء له بتوليه أسقفية اوغسبورغ.
وصل إلى البابوية في 30 تشرين الأول / أكتوبر 942 بتدخل البريك الثاني من سبوليتو أمير روما. خلال بابويته، ركز على الجوانب الإدارية البابوية، وسعى إلى إصلاح كل من الإداريين العلمانيين العاديين بالتساوي. تدخل عندا أسقف كابوا الذي هاجم إحدى كنائس الرهبان البينديكتية دون ترخيص. كان ييحبذ مختلف الأديرة وأصدر عددا من الأوامر البابوية في صالحها.

## الخطاء بين مارينوس ومارتينوس
بسبب تشابه أسماء مارينوس ومارتينوس، حصل لغط في كتابة التاريخ حيث كتبت أسماء  الباباوات مارينوس الأول ومارينوس الثانية في بعض المصادر خطأ باسم مارتينوس. وهكذا، عندما أتى البابا الجديد في عام 1281 اتخذ اسم مارتينوس الرابع، في حين كان يجب أن يتخذ اسم مارتينوس الثاني.

## للقراءة
- مان هوراس ك., حياة البابوات في العصور الوسطى في وقت مبكر, Vol. الرابع: الباباوات في أيام الإقطاعية الفوضى، 891-999 (1910)

## وصلات خارجية
- أوبرا أمنية من قبل Migne Patrologia لاتينا مع الفهارس التحليلية
- "Pope Marinus II". الموسوعة الكاثوليكية. نيويورك: شركة روبرت أبيلتون. 1913.
- Chisholm, Hugh, ed. (1911). "Encyclopædia Britannica". Encyclopædia Britannica (بالإنجليزية) (11th ed.). Cambridge University Press.